# 中央區 (東京都)
中央区（日语：／ Chūō ku */?）是日本東京都內的23個特別區之一，由於其位於23區的正中央位置之故，因而得名。
中央區不仅地理位置处于東京的中心地，更是日本经济、信息、商业等的中心。著名的日本銀行、东京证券交易所等日本經濟核心都位於中央区。除此之外，包括銀座、大型布莊與百貨公司總社聚集的日本橋、以及以魚貨市場闻名的築地皆位於本區範圍之內。

## 概要
大約位於東京23區的中央。區内有日本橋、八重洲・築地、月島、銀座等街區。
面積為10.094km²，是東京23區中第二小的特別區，僅次於台東區。
人口130,483人，次於千代田區（2013年6月1日）。（2013年4月定居人口達13萬人，是1967年以來的新高）區內有日本橋與銀座等大型商業區域，讓日間人口達60.6萬人。此外，本區商業強烈，高樓林立，住宅方面以高層公寓與團地等集合住宅為主，獨戶低層住宅或低層分租公寓較為少見（多在南部的佃和月島附近）。
道路呈現棋盤狀，與他區相比較為整齊。

## 人口
| 中央區人口分布圖 |                                               |  |
| 中央區與日本全國年齡別人口分布比較圖 （2005年資料） | 中央區的年齡、男女別人口分布圖 （2005年資料） |  |
| ■紫色是中央區 ■綠色是全国 | ■藍色是男性 ■紅色是女性                       |  |
| 中央區人口變化 \| 1970年 \| 103,850人 \| \| \| 1975年 \| 90,097人 \| \| \| 1980年 \| 82,700人 \| \| \| 1985年 \| 79,973人 \| \| \| 1990年 \| 68,041人 \| \| \| 1995年 \| 63,923人 \| \| \| 2000年 \| 72,526人 \| \| \| 2005年 \| 98,399人 \| \| \| 2010年 \| 122,762人 \| \| \| 2015年 \| 141,183人 \| \| \| 2020年 \| 169,179人 \| \| |                                               |  |
| 資料來源：日本總務省統計中心提供之人口普查數據 |                                               |  |
| 1970年 | 103,850人                                     |  |
| 1975年 | 90,097人                                      |  |
| 1980年 | 82,700人                                      |  |
| 1985年 | 79,973人                                      |  |
| 1990年 | 68,041人                                      |  |
| 1995年 | 63,923人                                      |  |
| 2000年 | 72,526人                                      |  |
| 2005年 | 98,399人                                      |  |
| 2010年 | 122,762人                                     |  |
| 2015年 | 141,183人                                     |  |
| 2020年 | 169,179人                                     |  |

### 日夜間人口差
2005年夜間人口（居住者）為98,220人，區外通勤者與通學生及區內活動居住者合計的日間人口達647,733人，日夜差距6.595倍。

## 地理
區域西側在江戶時代是日本橋與京橋等繁榮的下町地區，東側是同時代填海造陸形成的土地。現在，中央區在行政上可分為日本橋、京橋（銀座、築地等）與月島三個地區。
中央區在第二次世界大戰結束以前是運河與水運發達的地區。區内有京橋川、櫻川、築地川、汐留川、三十間堀川、鐵砲洲川、箱崎川、濱町川、龍閑川等河船或運河。這些河川在戰後陸續填埋。雖然已看不到過去的景色，但許多町界與區界都是沿河川所劃定。
區北端與區界為龍閑川遺跡，西端是外堀遺與日本橋川，南端有汐留川遺。區的東端是隅田川。隅田川下游分為兩條水路（西側為本流，東側為「派流晴海運河」），河中的中州是佃、月島，勝鬨，豐海町，晴海。區東南部面東京灣。
河川
| - 隅田川 - 神田川 - 日本橋川 - 龜島川 | - 築地川 - 汐留川 - 月島川 - 新月島川 - 佃川支川 |

運河
- 晴海運河、朝潮運河

隣接的自治體
- 千代田區、港區、台東區、墨田區、江東區

## 歷史
近世以前
- 大約是江戶鄉内前嶋的位置。

近世
- 相當於江戶町。因寬政改革的雇用政策，石川島（現在的大川端）設置人足寄場。
- 1603年4月14日 - 初代日本橋完工。

近・現代
- 1869年 - 築地鐵砲洲（今日明石町附近）設置外國人居留地（～1899年）。
- 1953年 - 戰後復興，定居人口創下172,183人的記錄。
- 1967年 - 高度經濟成長，人口脫離都心，定居人口跌破13萬人。
- 1997年4月 - 定居人口創下71,806人的記錄。
- 2007年4月4日 - 定居人口達10萬人，31年來首度。
- 2011年 - 日本橋（第十九代）架橋100周年。
- 2013年4月4日 - 定住人口破13萬人，46年來首度。

沿革
- 1878年11月2日施行郡區町村編制法，日本橋區與京橋區誕生。相當於現在的中央區。
- 1947年3月15日 - 兩區合併為現在的中央區。舊日本橋區域的町名冠上「日本橋」。
- 1947年5月3日 - 地方自治法施行，中央區成為特別區。
- 1997年3月15日 - 中央區制施行50年。

### 地名的由來
- 因大約在東京市（現東京都區部）中央位置而得名。

## 區政
區長
- 山本泰人（2期目）
- 任期：2027年4月26日

區議會
- 席次：30人
- 任期：2015年4月30日

## 友好都市、姊妹市
| 國家 | 一級行政區 | 城市     | 締結日期 |
| ---- | ---------- | -------- | -------- |
| 日本 | 山形縣     | 東根市   | 1991年   |
|      |            | 薩瑟蘭市 | 1991年   |

## 地域
| 明石町 入船 勝鬨 京橋 銀座 新川 新富 月島 | 築地 佃 豐海町 日本橋 日本橋大傳馬町 日本橋蠣殼町 日本橋兜町 日本橋茅場町 | 日本橋小網町 日本橋小傳馬町 日本橋小舟町 日本橋富澤町 日本橋中洲 日本橋人形町 日本橋箱崎町 日本橋濱町 | 日本橋馬喰町 日本橋久松町 日本橋堀留町 日本橋本石町 日本橋本町 日本橋室町 日本橋橫山町 八丁堀 | 濱離宮庭園 晴海 東日本橋 湊 八重洲 |

### 防災
東京消防廳
- 京橋消防署（京橋3-14-1）救急隊1
  - 築地出張所（明石町1-27）特別消火中隊、救急隊無
  - 銀座出張所（銀座7-11-17）救急隊1
- 日本橋消防署（日本橋兜町14-12）特別消火中隊、消防活動二輪部隊・救急隊1
  - 堀留出張所（日本橋堀留町1-2-6）救急隊無
  - 人形町出張所（日本橋人形町2-27-8）救急隊無
  - 濱町出張所（日本橋濱町3-45-12）水難救助隊、救急隊無
- 臨港消防署（勝鬨5-1-23）水難救助隊、救急隊無
  - 月島出張所（勝鬨4-5-14）特別消火中隊、救急隊1

## 交通
本區中央部是日本道路網的起點日本橋，日本最早的地下鐵是沿中央通興建。

### 鐵路
東日本旅客鐵道（JR東日本）
- 橫須賀·總武快速線：新日本橋站 - 馬喰町站
- 京葉線：八丁堀站
  - 京濱東北線、山手線、中央本線（中央線）的神田站－東京站間，以及東北、上越新幹線、東北本線（上野東京線）的上野站－東京站間都掠過此區，未有設站。

東京地下鐵
- 銀座線：銀座站 - 京橋站 - 日本橋站 - 三越前站
- 丸之內線：銀座站
- 日比谷線：銀座站 - 東銀座站 - 築地站 - 八丁堀站 - 茅場町站 - 人形町站 - 小傳馬町站
- 東西線：日本橋 - 茅場町站
- 有樂町線：銀座一丁目站 - 新富町站 - 月島站
- 半藏門線：三越前站 - 水天宮前站

東京都交通局（都營地下鐵）
- 淺草線：東銀座站 - 寶町站 - 日本橋站 - 人形町站 - 東日本橋站
- 新宿線：馬喰橫山站 - 濱町站
- 大江戶線：月島站 - 勝鬨站 - 築地市場站

### 水上巴士
- 東京都觀光汽船
  - 隅田川線
    - 濱離宮碼頭

  - 台場線
    - 晴海碼頭

- 東京都公園協會
  - 東京水邊線
    - 濱町碼頭、明石町、聖路加花園前碼頭、濱離宮碼頭（濱町碼頭與明石町、聖路加花園前碼頭之間的越中島碼頭在江東區）

### 巴士

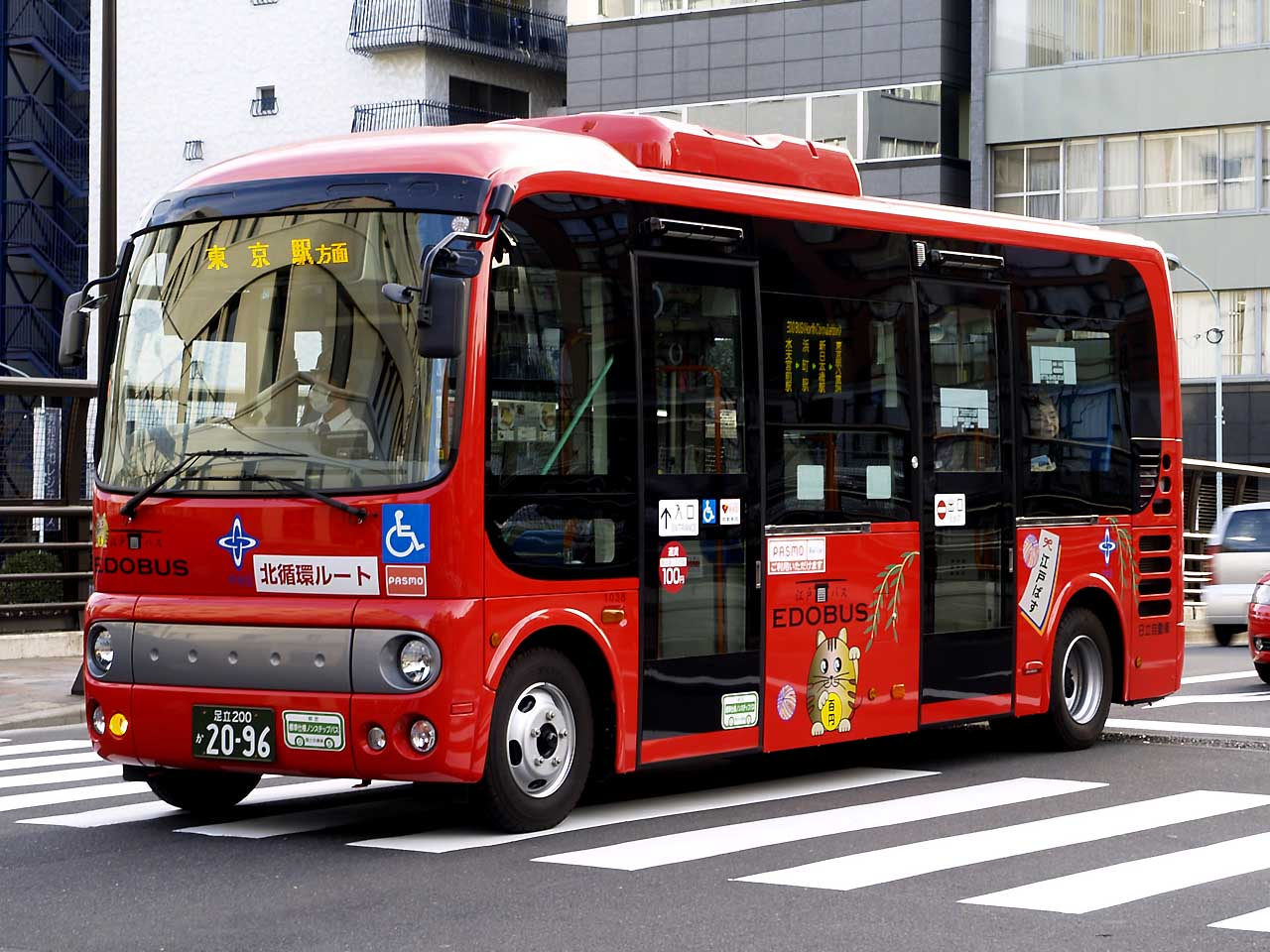
江戶巴士

- 東京都交通局
  - 都營巴士
- 日之丸自動車興業
  - MetroLink日本橋
- 日立自動車交通
  - 中央區社區巴士（江戶巴士）

### 道路

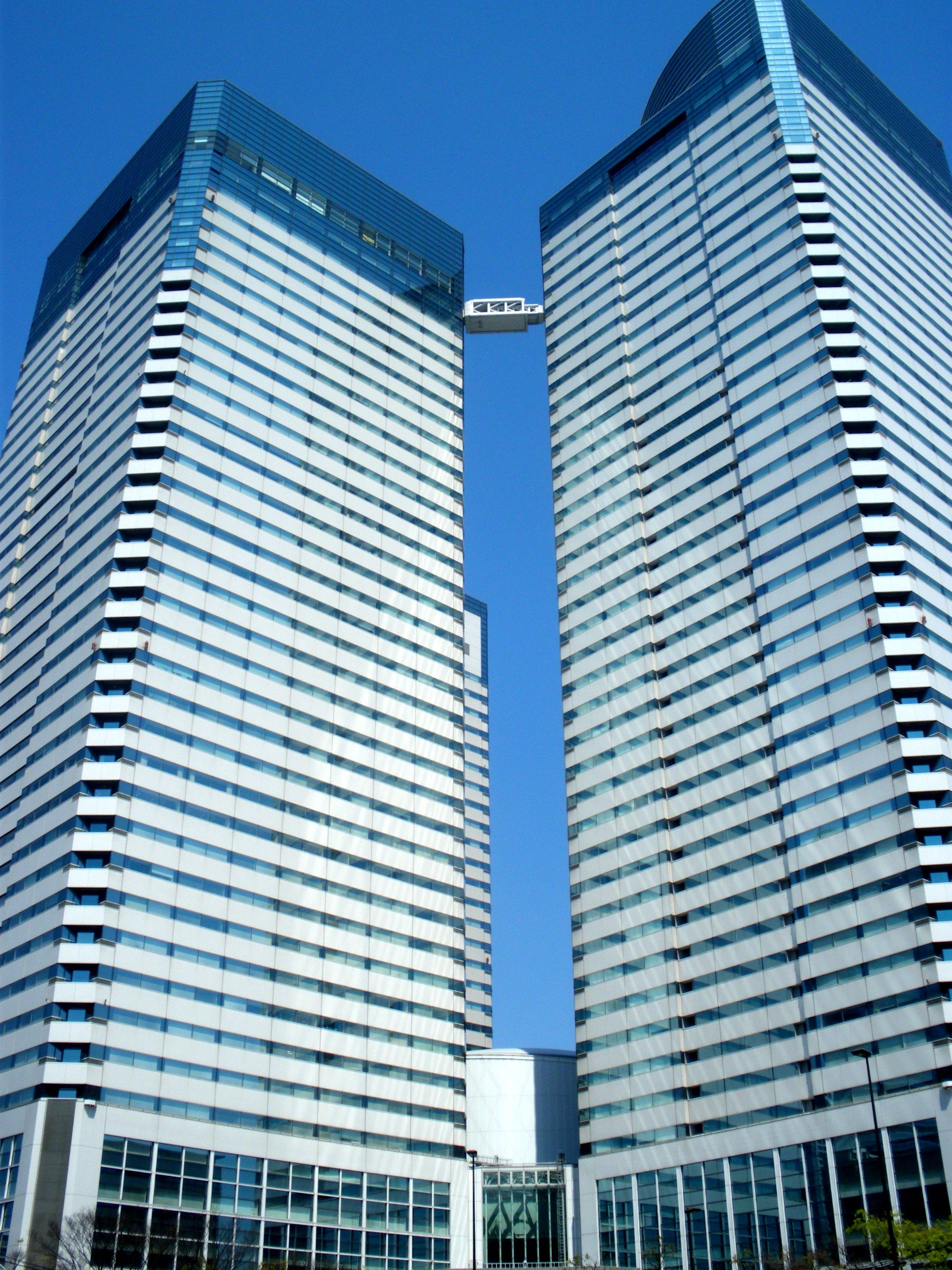
晴海島海神廣場

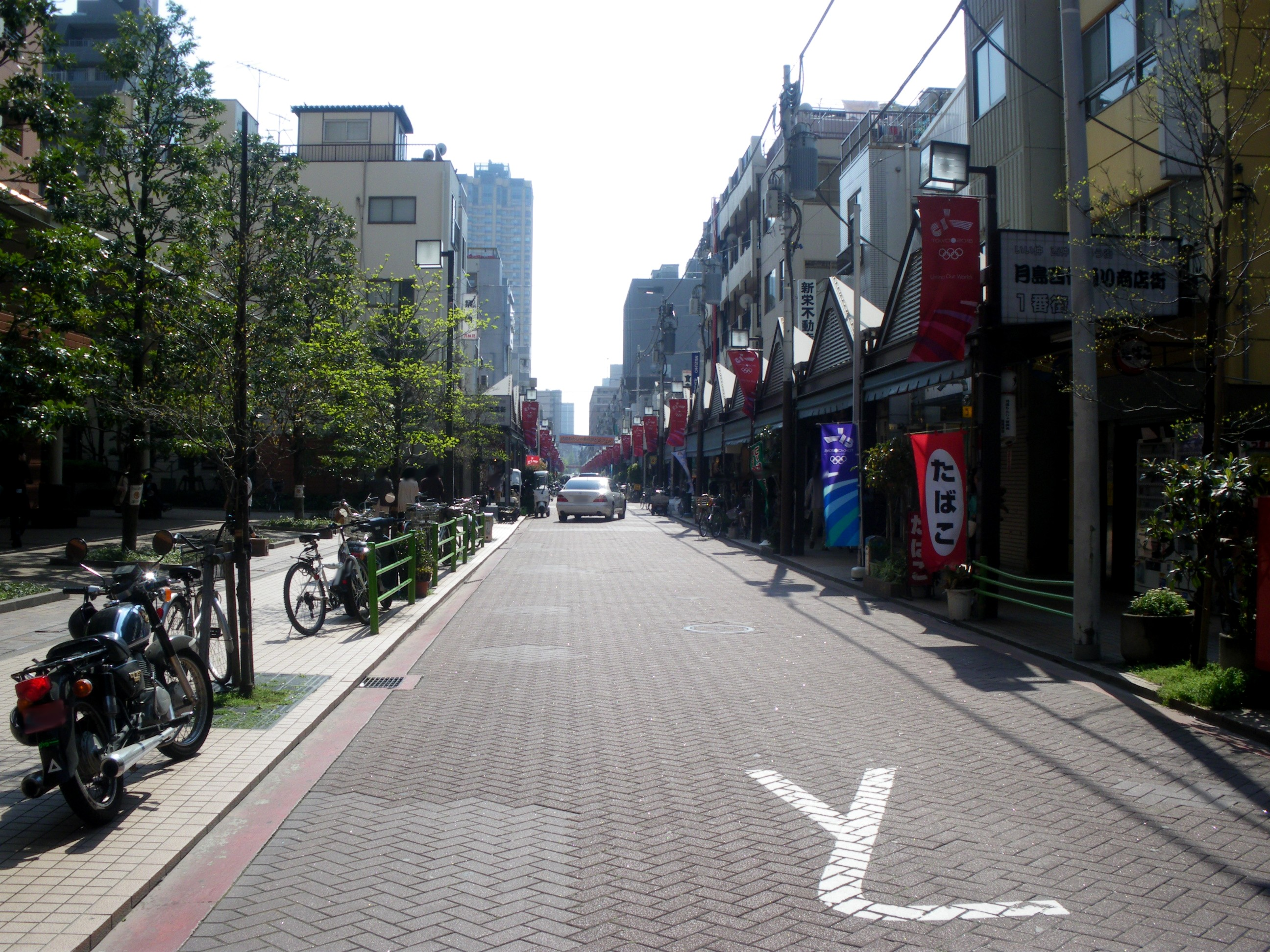
月島もんじゃ通

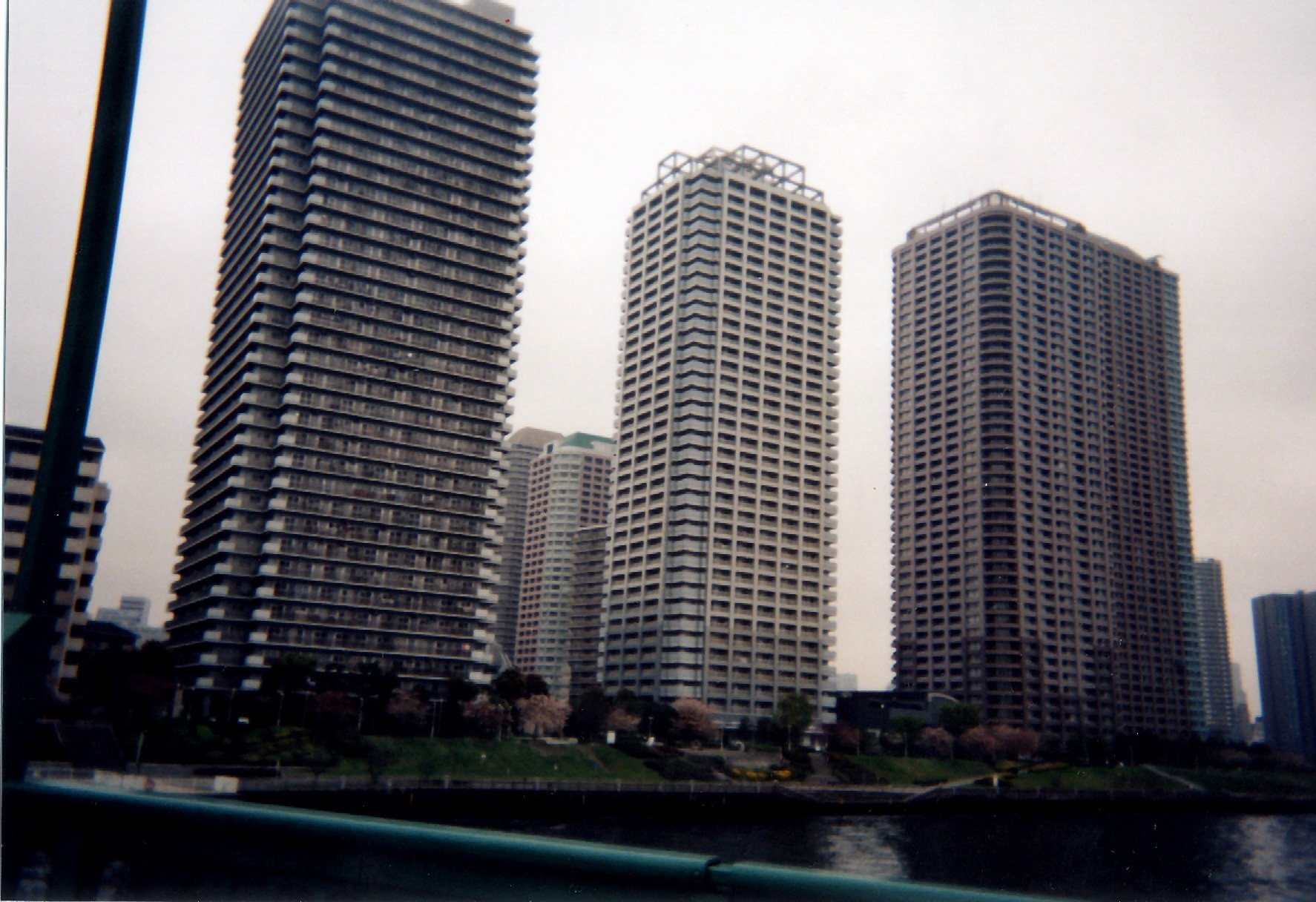
大川端河城21

- 首都高速道路
  - 1號上野線
  - 6號向島線
  - 9號深川線
  - C1都心環狀線
- 東京高速道路
- 國道1號
- 國道4號
- 國道6號（江戶通）
- 國道14號（京葉道路）
- 國道15號（中央通）
- 國道17號（中央通）
- 國道20號
- 晴海通
- 外堀通
- 昭和通

## 觀光
日本橋地域
- 日本橋商店街、薬品街、繊維街、批發街
- 兜町證券街（東京證券交易所等）
- 日本銀行本店
- 三井本館
- 三越本店
- 明治座
- 東京都城市航站樓（T-CAT）
- 山口縣東京觀光物產中心（不是山口館）
- MetroLink日本橋（免費巡迴巴士）

京橋、月島地域
- 銀座
- 永代橋
- 普利司通美術館
- 歌舞伎座
- 新橋演舞場
- 和光（舊服部時計店、通稱「銀座的時計台」）
- 東京都中央卸賣市場 築地市場
- 築地本願寺
- 國立癌研究中心
- 聖路加國際醫院
- 濱離宮庭園
- 勝鬨橋
- 月島
- 晴海埠頭

## 神社
- 水天宮
- 住吉神社
- 波除稻荷神社
- 鐵砲洲稻荷神社
- 椙森神社
- 小網神社
- 松島神社
- 末廣神社
- 笠間稻荷神社（分社）

等

## 教育機關

### 公立學校
中學校（全4校）
| - 銀座中學校 - 佃中學校 | - 晴海中學校 - 日本橋中學校 |

小學校（全16校）
| - 城東小學校 - 泰明小學校 - 中央小學校 - 京橋築地小學校 - 明石小學校 - 明正小學校 - 常盤小學校 - 日本橋小學校 | - 久松小學校 - 阪本小學校 - 有馬小學校 - 佃島小學校 - 月島第一小學校 - 月島第二小學校 - 月島第三小學校 - 豐海小學校 |

幼稚園（全14校）
| - 泰明幼稚園 - 中央幼稚園 - 明石幼稚園 - 京橋朝海幼稚園 - 明正幼稚園 - 常盤幼稚園 - 日本橋幼稚園 | - 久松幼稚園 - 有馬幼稚園 - 月島幼稚園 - 月島第一幼稚園 - 月島第二幼稚園 - 晴海幼稚園 - 豐海幼稚園 |

### 私立學校
- 日本橋女學館中學校、高等學校

## 國外設施
- 阿尔巴尼亚大使館
- 萨摩亚大使館

## 區立圖書館
中央區立圖書館共有3館，區民每人可分配的區立圖書館藏書數為5.5冊，是23區第二高，僅次於千代田區。23區平均為3.4冊（2012年）。

## 大眾媒體
新聞社
- 朝日新聞社
- 讀賣新聞集團本社、讀賣新聞東京本社（過去本社在銀座。現在登記的本社在千代田區大手町。因進行大樓改建，從2010年10月1日至2014年暫時移至銀座）
- 日刊體育新聞社

放送局（廣播）
- 中央FM

電視台
- BS松竹東急

## 主要活動
- 東京灣大華火祭（每年8月、東京港晴海埠頭）

## 出身的著名人
- 青島幸男 - 作家、政治家、演員、作詞家。日本橋人形町
- 芥川龍之介 - 作家、入船町
- 泉平子 - 女演員。銀座
- 内田有紀 - 女演員。日本橋
- 車田正美 - 漫畫家。月島
- 鈴木清順 - 電影監督。日本橋
- 谷崎潤一郎 - 作家。日本橋蠣殼町（現在屬人形町）
- 早川德次 - 夏普創始人。日本橋久松町
- 藤山一郎 - 歌手。日本橋蛎殻町
- 松木安太郎 - 前J聯盟監督。日本橋小傳馬町
- 若林正恭 - 搞笑藝人、奧黛麗 (搞笑組合)。築地

## 以中央區為舞台的作品
- 電影
  - 日本橋（1956年 大映）
  - 銀座の恋の物語（1962年 日活）
  - 女帝 SUPER QUEEN (2000年金澤克次監督、小澤真珠主演 )
  - 築地魚河岸三代目（2008年 松竹、松原信吾監督、大澤隆夫主演）

- 連續劇
  - 水戶黃門（TBS）
  - 午餐女王（富士電視台）
  - 瞳（NHK晨間小說連續劇）
  - 黒革的手帖
  - 女帝 SUPER QUEEN（朝日放送）
  - 女帝薫子（朝日電視台）
  - 筆談女公關
  - 新參者
  - 遺留捜査 第二季、第三季（朝日電視台）
  - 天氣姐姐 (2013年電視劇)（朝日電視台）

- 動畫、特攝片
  - 歸來的超人（TBS）
  - 月面兎兵器米娜（富士電視台）

- 歌曲
  - 銀座の恋の物語（石原裕次郎、牧村旬子）

### 車牌號碼
千代田區屬品川號碼（東京運輸支局本廳舍）。
品川號碼區域
- 中央區、千代田區、港區、品川區、目黑區、大田區、世田谷區、澀谷區與島嶼部（页面存档备份，存于）。

## 外部連結
- 中央區* 中央區（页面存档备份，存于） （日語）